# Ваља Маре (Рошиори)
Ваља Маре (рум. Valea Mare) насеље је у Румунији у округу Бакау у општини Рошиори. Oпштина се налази на надморској висини од 236 m.

## Становништво
Према подацима из 2002. године у насељу је живело 476 становника, од којих су сви румунске националности.